# Octavo Doctor
El Octavo Doctor es la octava encarnación del protagonista de la longeva serie británica de ciencia ficción de la BBC Doctor Who. Fue interpretado por Paul McGann. Aunque sólo apareció dos veces, una vez en una película para televisión de 1996 y otra en un mini episodio de la serie moderna en 2013, sus aventuras se extendieron en otras publicaciones, muchas de las cuales se incorporaron parcialmente a la continuidad de la serie en su segunda aparición televisiva.
En la narrativa de la serie, el Doctor es un alienígena de siglos de edad de la raza de los Señores del Tiempo del planeta Gallifrey que viaja en el tiempo y el espacio en su TARDIS, frecuentemente con acompañantes. Cuando el Doctor es herido mortalmente, puede regenerar su cuerpo, pero al hacerlo gana una nueva apariencia física, y con ella una nueva personalidad. McGann interpreta a la octava encarnación, un personaje apasionado, entusiasta y excéntrico. Su única acompañante en la película televisiva es Grace Holloway (Daphne Ashbrook), una doctora en medicina cuya cirugía es la responsable de activar la regeneración de él. En las siguientes aventuras de los audio dramas, novelas y cómics, viaja con muchos otros acompañantes, entre otros Charley Pollard, Destrii, Lucie Miller y Sam Jones.
El Octavo Doctor fue el primero desde el Primer Doctor (interpretado por William Hartnell) cuyo rostro no apareció en los títulos de crédito iniciales, una tendencia que se prolongó a lo largo de la serie moderna con el Noveno, Décimo y Undécimo Doctores.

## Visión de conjunto
El Octavo Doctor hizo su primera y durante muchos años única aparición televisiva en una película para televisión de 1996, la primera vez que el Doctor volvía a las pantallas de televisión desde el final de la serie clásica en 1989. Pensada como episodio piloto para una nueva serie en Fox, la película sólo consiguió un 5,5% de audiencia estadounidense según las mediciones de Nielsen. En el Reino Unido, por el contrario, fue bien recibida, atrayendo más de 9 millones de espectadores y críticas mayoritariamente positivas. También fue bien recibida en Australia.
Aunque la película no logró crear una nueva serie de televisión, las aventuras del Octavo Doctor continuaron en varios medios oficiales, sobre todo las novelas de las Aventuras del Octavo Doctor de BBC Books, audio teatros de Big Finish Productions, y la serie de cómics de Doctor Who Magazine. Como esas aventuras duraron nueve años entre 1996 y el debut de la nueva serie en 2005, algunos consideran al Octavo Doctor el Doctor más longevo de todos. Sin duda alguna es el más longevo en la serie de cómics de Doctor Who Magazine. Tras la reacción positiva al estreno de la nueva serie en 2005, muchos de los audio dramas del Octavo Doctor fueron emitidos en versión editada en BBC7 Radio. Los tráileres de estas emisiones explican que esas aventuras tuvieron lugar antes de la destrucción de Gallifrey que describía la serie de televisión. En 2007, BBC7 emitió una nueva serie de aventuras del Octavo Doctor, creadas específicamente para la emisión radiofónica. Paul McGann continuó interpretando al Octavo Doctor en todas estas emisiones de audio.
La canonicidad entre estas publicaciones respecto a la serie de televisión y entre sí mismas está abierta a la interpretación (la "Guía para principiantes en Doctor Who" en la página web antigua de Doctor Who de la BBC sugiere que esto puede ser por causa de la Guerra del Tiempo). Se ha sugerido que las aventuras del Octavo Doctor en los tres formatos distintos (novelas, audio y cómics) tienen lugar en tres continuidades separadas. La discontinuidad se hizo explícita en el audiodrama Zagreus. En respuesta, se ha hecho cada vez más común considerar los tres tipos de publicaciones como independientes entre sí. La última novela del Octavo Doctor, The Gallifrey Chronicles, hace referencia a esta separación de líneas temporales, incluso sugiriendo que la separación provoca tres formas alternativas del Noveno Doctor (una referencia al hecho de que han aparecido tres versiones distintas del mismo en distintos medios). Mary's Story, una historia de audio de Big Finish, contradice estas sugerencias, ya que el Doctor menciona a todos sus compañeros por orden, mencionando a los acompañantes de los libros antes que los de los audios. Sin embargo, como siempre, todos los asuntos de canonicidad fuera de la televisión permanecen en el misterio.
A pesar del hecho de que el Octavo Doctor apareció en televisión sólo una vez, es el más prolífico hasta la fecha de todos los Doctores, en cuanto a número de historias individuales publicadas en novelas, relatos cortos y audios. En 2007, el Octavo Doctor finalmente hizo una segunda aparición (breve) en la continuidad de la serie de televisión. En el episodio Human Nature, aparece en un dibujo (junto a otras encarnaciones) en el libro Diario de cosas imposibles de John Smith. En 2008 y 2010 aparecieron extractos de imágenes suyas en The Next Doctor y The Eleventh Hour junto a todas las otras encarnaciones hasta la fecha, y en The Lodger junto a la primera, segunda, tercera, cuarta, novena y décima encarnaciones.
Por fin, en 2013, el Octavo Doctor hizo una segunda aparición, esta vez en carne y hueso, en el episodio La noche del Doctor, en el que se mostró las circunstancias de su muerte y regeneración. En medio de la Guerra del Tiempo, intentando salvar a la piloto de una nave que se estrellaba contra un planeta, la nave se estrella y ambos fallecen. El planeta resulta ser Karn, que ya visitó el Cuarto Doctor en The Brain of Morbius. La Hermandad logra resucitar temporalmente al Octavo Doctor y le piden que se una a la Guerra del Tiempo, de la que hasta ahora siempre había querido permanecer al margen. Para ello, utilizando una poción que le ofrecen, el Doctor fuerza artificialmente la personalidad de su regeneración y se transforma en el Doctor Guerrero.

## Personalidad
El Octavo Doctor animaba a todos a su alrededor a aprovechar la vida en lugar de pedirle cosas a la misma. También parecía disfrutar dando a la gente pistas sobre sus propios futuros, probablemente para estimularles a tomar las decisiones correctas. No está claro si el conocimiento del Octavo Doctor del futuro de la gente viene de experiencia histórica, poderes psíquicos o clarividencia.
Como el Quinto y el Undécimo Doctor, la apariencia juvenil del Octavo Doctor y su gran entusiasmo realmente escondían un alma muy anciana quizás con un lado oscuro. En realidad, mientras que los audios (con voz de McGann) y las tiras cómicas se mantuvieron cercanas al Doctor de la película, el Octavo Doctor de las novelas exhibió una personalidad que era a ratos mucho más oscura, quizás por las aventuras traumáticas que sufrió (Incluyendo estar atrapado en una prisión sin salida tres años, la destrucción aparente de la TARDIS, el descubrimiento de una Guerra Futura que deshumanizaría a su pueblo, y la pérdida temporal de su segundo corazón).
El Octavo Doctor también trajo controversia a la película , al romper el antiguo tabú sobre relaciones románticas con sus acompañantes al besar a Grace Holloway. Los fanes se dividieron extremadamente en esto. En las publicaciones posteriores, el Octavo Doctor ha sido objeto de interés romántico con frecuencia, pero él ha mostrado pocas o ninguna inclinación romántica hacia nadie.
En todas sus versiones, el Octavo Doctor se ha mostrado extremadamente inclinado a sufrir amnesia, una tendencia inspirada aparentemente por la trama de su única aparición televisiva. También muestra en esa aparición un talento para el hurto. Logra robar varios objetos de los bolsillos de algunas personas con las que se encuentra en su primera aventura.

## Vestuario
El Octavo Doctor lleva un vestuario consistente en un abrigo largo de terciopelo verde oscuro, un chaleco plateado y una corbata, prendas encontradas en el hospital tras regenerarse. También lleva un par de zapatos que le dio Grace Halloway. Paul McGann llevó una peluca para su interpretación del Doctor que le declaró le pareció desagradable. McGann sugirió que el personaje llevara el pelo corto y una chaqueta de cuero, pero los productores lo rechazaron; a pesar de esto, sus ideas se incorporaron después al vestuario del Noveno Doctor. McGann apareció en una convención en Auckland, Nueva Zelanda, en octubre de 2010, siendo fotografiado con una chaqueta de cuero azul, una cartera marrón y un destornillador sónico de madera. Este vestuario fue empleado en portadas para el Dark Eyes Boxset, lo que indicó los planes de cambiarle el pelo al Doctor. Los libros de BBC Books también le mostraban con el cambio de pelo.

## Historia del personaje
Después de que el Séptimo Doctor se viera atrapado en fuego cruzado en una riña de bandas en 1999 en la Chinatown de San Francisco, fue llevado al hospital donde los cirujanos, confundidos por su sistema cardiaco doble, intentaron corregir una fibrilación falsa. Sus esfuerzos por el contrario mataron al Doctor. Fue llevado a la morgue y después de varias horas (ya que la anestesia estuvo a punto de detener el proceso regenerativo), finalmente se regeneró en su octava encarnación. Cuando fue herido, el Doctor estaba llevando los restos de su antiguo enemigo, el Amo, del planeta Skaro a Gallifrey. El Amo, sin embargo, no estaba muerto, y fue capaz de poseer a un ser humano, un paramédico de ambulancia llamado Bruce. Tras asesinar a la mujer de Bruce, el Amo (ahora en el cuerpo de Bruce) intentó robar las vidas restantes del Doctor, abriendo el Ojo de la armonía dentro de la TARDIS, estando a punto de destruir el planeta Tierra mientras la gente celebraba el fin del milenio. Sin embargo, con la ayuda de la doctora Grace Holloway, el Doctor logró detener los planes del Amo, quien fue absorbido por el Ojo, aparentemente muriendo de una vez y para siempre. El Amo, sin embargo, volvería a aparecer en Utopía.